# Lebanon (Ohio)
Lebanon – miasto w Stanach Zjednoczonych, w stanie Ohio.
Liczba mieszkańców w 2012 roku wynosiła 20 387.